# Isorella
Isorella (IPA: [izorɛlːa]; [izorɛla] in dialetto bresciano) è un comune italiano di 4 107 abitanti della provincia di Brescia in Lombardia.
Collocato nella Bassa Bresciana orientale, dista circa 31 chilometri a sud dal capoluogo.

## Geografia fisica

### Territorio
Il territorio di Isorella è compreso nella pianura Padana. Il comune è situato accanto ai confini delle province di Cremona e di Mantova ed è inserito nell'area della Bassa Bresciana, ovvero il territorio di pianura a sud della provincia; il paese è perciò interamente pianeggiante. L'altezza massima sul livello del mare è di 60 m al confine con il comune di Ghedi a nord del paese, mentre la minima è di 48 m al confine con i comuni di Gambara e Gottolengo a sud-ovest.
Il comune è attraversato da diversi canali e corsi d'acqua artificiali, atti soprattutto all'irrigazione dei terreni coltivati. Il principale tra essi è il Naviglio, che in questo tratto assume il nome di Naviglio di Isorella, il quale attraversa l'abitato da nord a sud fino all'altezza della cascina Bocche, punto in cui si dirama in tre corsi d'acqua: il canale Il Naviglio, la seriola Asolana e il vaso Canneta. Altri canali minori degni di nota sono i vasi Seriola e Fontana.
Per quanto attiene al rischio sismico, Isorella è posta in una zona classificata a sismicità bassa (Zona 3), malgrado la vicinanza al Lago di Garda, area classificata a medio rischio (Zona 2) dopo il terremoto del 24 novembre 2004.

### Clima
Il clima è quello tipico dei comuni dell'alta val Padana: l'estate è caratterizzata da caldo afoso con elevata umidità, mentre l'inverno è invece rigido e spesso nebbioso, con sporadiche nevicate durante i mesi più freddi.
| BRESCIA GHEDI (1961-1990)   | Mesi         | Mesi         | Mesi        | Mesi        | Mesi        | Mesi        | Mesi        | Mesi        | Mesi        | Mesi        | Mesi        | Mesi         | Stagioni | Stagioni | Stagioni | Stagioni | Anno  |
| BRESCIA GHEDI (1961-1990)   | Gen          | Feb          | Mar         | Apr         | Mag         | Giu         | Lug         | Ago         | Set         | Ott         | Nov         | Dic          | Inv      | Pri      | Est      | Aut      | Anno  |
| --------------------------- | ------------ | ------------ | ----------- | ----------- | ----------- | ----------- | ----------- | ----------- | ----------- | ----------- | ----------- | ------------ | -------- | -------- | -------- | -------- | ----- |
| T. max. media (°C)          | 4,3          | 7,9          | 12,8        | 17,1        | 22,0        | 26,1        | 28,6        | 27,5        | 24,1        | 18,2        | 10,4        | 5,2          | 5,8      | 17,3     | 27,4     | 17,6     | 17,0  |
| T. min. media (°C)          | −2,8         | −0,7         | 2,9         | 6,8         | 11,3        | 15,3        | 17,8        | 17,2        | 13,9        | 8,7         | 3,1         | −1,6         | −1,7     | 7,0      | 16,8     | 8,6      | 7,7   |
| T. max. assoluta (°C)       | 16,4 (1983)  | 22,0 (1990)  | 23,2 (1990) | 27,1 (1987) | 31,2 (1975) | 34,8 (1962) | 36,1 (1983) | 35,0 (1983) | 31,6 (1973) | 26,8 (1986) | 19,0 (1972) | 17,0 (1989)  | 22,0     | 31,2     | 36,1     | 31,6     | 36,1  |
| T. min. assoluta (°C)       | −19,4 (1985) | −11,1 (1987) | −8,6 (1971) | −2,0 (1973) | 0,2 (1987)  | 7,1 (1986)  | 9,4 (1980)  | 8,1 (1986)  | 3,8 (1972)  | −1,7 (1973) | −8,2 (1988) | −11,0 (1986) | −19,4    | −8,6     | 7,1      | −8,2     | −19,4 |
| Nuvolosità (okta al giorno) | 5,5          | 4,6          | 4,2         | 4,4         | 4,3         | 3,9         | 3,0         | 3,0         | 3,2         | 3,9         | 5,3         | 5,3          | 5,1      | 4,3      | 3,3      | 4,1      | 4,2   |
| Precipitazioni (mm)         | 59,6         | 53,9         | 63,8        | 69,2        | 91,7        | 75,0        | 72,5        | 84,8        | 62,4        | 83,7        | 78,6        | 53,8         | 167,3    | 224,7    | 232,3    | 224,7    | 849,0 |
| Giorni di pioggia           | 7            | 6            | 7           | 8           | 9           | 8           | 6           | 6           | 6           | 6           | 8           | 6            | 19       | 24       | 20       | 20       | 83    |
| Umidità relativa media (%)  | 86           | 81           | 75          | 76          | 73          | 71          | 72          | 72          | 75          | 79          | 85          | 86           | 84,3     | 74,7     | 71,7     | 79,7     | 77,6  |
| Vento (direzione-m/s)       | W 3,3        | E 3,4        | E 3,7       | E 3,6       | E 3,3       | E 3,2       | E 3,2       | E 3,2       | E 3,1       | E 3,2       | E 3,3       | W 3,2        | 3,3      | 3,5      | 3,2      | 3,2      | 3,3   |

- Classificazione climatica: zona E, 2399 GG.[6]

## Storia
Il nome può significare "piccola isola", intendendo un'area il cui perimetro è costituito da corsi d'acqua. Il toponimo prenderebbe origine dall'etimo celtico is (acqua) e indicherebbe l'esistenza di un villaggio abitato dai Galli Cenomani antecedente all'epoca romana.
I primi abitanti giunsero nel territorio insediandosi su un rilievo assai modesto e irregolare incastonato in una landa palustre dominata da boschi e canneti. Tale insediamento fu probabilmente tra le prime terramare sorte nella zona e ospitava un popolo di cacciatori e pescatori.
Il paesaggio di Isorella nel periodo storico compreso tra il 1817 e il 1950 fu predominato, per solidità ed eleganza architettonica, dal "Ponte Grande" austriaco avente due arcate in cotto. Il Ponte Grande venne poi sostituito e ampliato per ragioni di traffico.
Il paesaggio urbano invece è contraddistinto dal corso del Naviglio, affiancato dalla provinciale Brescia-Parma.
Infine ll paesaggio edilizio è caratterizzato da due chiese, quasi contrapposte, sulle due rive del canale Naviglio: l'"Ancella" sulla riva sinistra e la "Signora" sulla riva destra.
Fino al 1887 apparteneva al circondario di Verolanuova; in tale anno passò al circondario di Brescia.

### Simboli
Lo stemma e il gonfalone sono stati concessi con decreto del presidente della Repubblica del 24 dicembre 1991.
(D.P.R. del 24 dicembre 1991)
Dopo la "liberazione" dalla Repubblica di Venezia e durante il periodo della Repubblica Bresciana nel 1797, confluita poi nello stesso anno nella Repubblica Cisalpina, sull'onda del clima rivoluzionario francese il comune di Isorella creò il proprio stemma composto dal fascio littorio repubblicano simbolo di libertà, sormontato dal berretto frigio che esprime invece il carattere rivoluzionario. Le due bandiere che si incrociano dietro di essi rappresentano a sinistra il tricolore italiano, mentre a destra l'azzurro è il colore della città di Brescia.
Il gonfalone è un drappo di azzurro.

## Monumenti e luoghi d'interesse

### Architetture religiose

#### Chiesa Parrocchiale di Santa Maria Annunciata

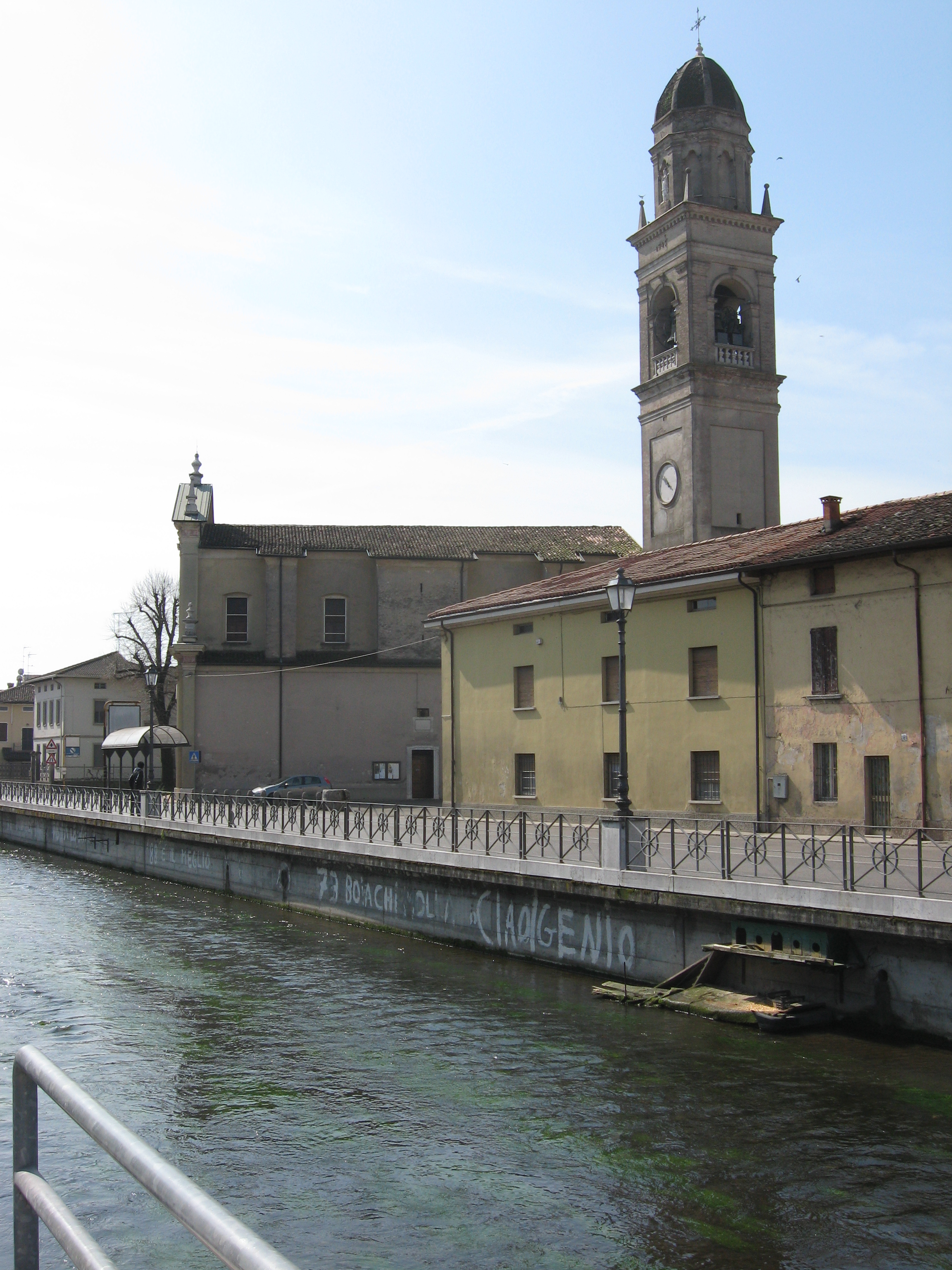
Santa Maria Annunciata di fronte al canale Naviglio

Detta la Signora, venne costruita nel 1703-07 da Paolo Soratini, in seguito ampliata e rinnovata attorno al 1735; essa custodisce una tela di Francesco Prato da Caravaggio – raffigurante una Pietà, talvolta definita Compianto sul Cristo morto oppure Deposizione – oltre a degli affreschi di Giuseppe e Vittorio Trainini. L'organo invece fu costruito nel 1825 dai noti fratelli bergamaschi Serassi.

#### Chiesa di San Rocco

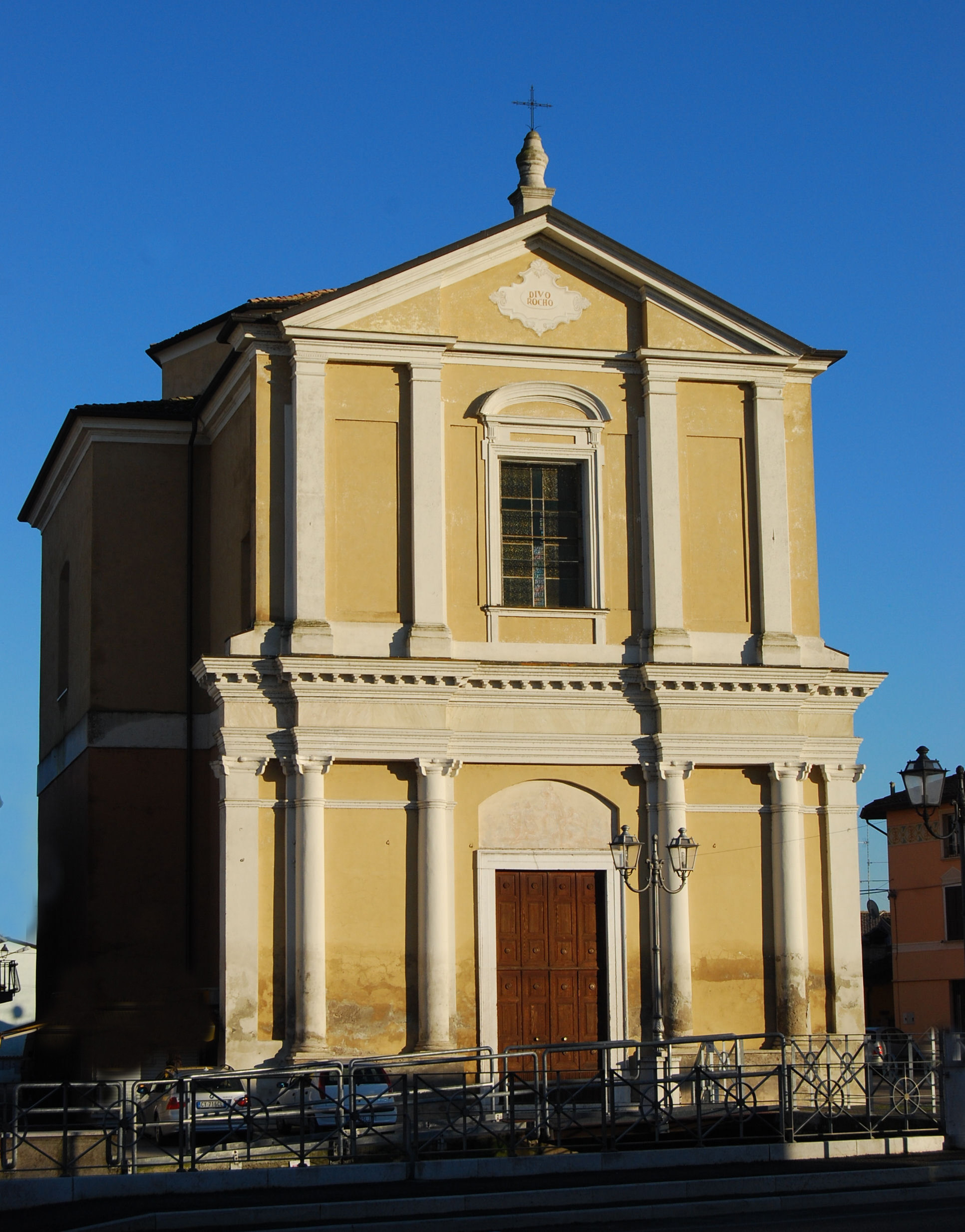
Chiesa di San Rocco

La chiesa, detta l'Ancella venne restaurata dopo la peste del 1630 e ricostruita nel '700. La sua ricostruzione avviata nel 1774, terminò soltanto nel 1844; la chiesa di San Rocco fu provvidenziale nel giugno 1859 quando ospitò un gran numero di feriti cagionati dalla battaglia di Solferino e San Martino.
All'interno della chiesa si trova un'Annunciazione di Gerolamo Rossi.

#### Le chiese campestri
Nella storia di Isorella vengono ricordate due chiese campestri ora andate distrutte. 
La più antica, dedicata a Sant'Anastasio, era situata sulla strada per Canneto, e venne abbattuta nel 1700. Oggigiorno di essa resta solo una grande croce in pietra.
La seconda chiesa venne dedicata a San Nazzaro e sorgeva sulla via per Leno. In quel luogo una lapide romana attesta l'esistenza precedente di un tempietto pagano consacrato alle Matrone e ad Apollo, e dove i monaci di Leno avevano una loro cellula.
Essa fu distrutta nel 1941, tuttavia la sua importanza lasciò una traccia storica nel paese, testimoniata dal fatto che il comune si chiamò, sino alla fine dell'Ottocento, "Comune di Isorella con San Nazzaro".

## Società

### Evoluzione demografica
Abitanti censiti

### Etnie e minoranze straniere
Secondo i dati ISTAT, aggiornati al 31 dicembre 2014, la presenza di cittadini stranieri residenti nel comune è di 619 individui, rappresentanti il 15% della popolazione totale.
Le etnie maggiormente rappresentate sono:
- Romania: 260
- Marocco: 134
- Senegal: 58
- India: 45

### Lingue e dialetti
Sul tutto il territorio comunale la lingua ufficiale è unicamente l'italiano. Tuttavia sul territorio è largamente diffuso l'utilizzo del dialetto bresciano, sia nella popolazione più anziana che in quella più giovane.

### Religione
Sul territorio comunale esiste un'unica parrocchia, appartenente alla diocesi di Brescia.
La religione maggiormente praticata in paese è, come per l'Italia, quella cattolica; gli stranieri invece sono in prevalenza induisti, sikh e musulmani.

## Cultura

### Istruzione
Sul territorio comunale esistono tre strutture scolastiche pubbliche: la scuola dell'infanzia "Annetta Zanaboni", le scuole elementari "Vittorino Chizzolini" e le scuole medie "Vittorio Bachelet". A Isorella esiste anche una ludoteca privata.
La biblioteca comunale, fondata nel 1976 e attualmente situata nell'edificio delle vecchie scuole elementari nel centro del paese, appartiene alla Rete Bibliotecaria Bresciana e Cremonese.

### Eventi
- Sagra di San Rocco: legata alla festa patronale religiosa, la sagra si svolge nei due giorni centrali di agosto. Oltre alla processione del santo per le vie del paese e alle celebrazioni nell'omonima chiesa ad esso dedicata, nel centro cittadino vengono organizzati eventi, mostre e concerti, oltre ad un luna park che rimane installato per circa una settimana.
- Festa della Madonna della Valbona: festa religiosa che si celebra la prima domenica di ottobre in via Cavour nel cuore della contrada Valbona, in cui è presente la santella omonima.
- Festa dello Sportivo: festa organizzata sin dal 1993 dalla società calcistica locale nell'area del Centro Sportivo Comunale. Si svolge nel mese di luglio per la durata di due settimane, famosa a livello extraprovinciale soprattutto per le serate di ballo liscio.
- Gran Premio di San Rocco: corsa ciclistica destinata alla categoria Allievi organizzata la seconda domenica di agosto su un percorso ad anello totalmente pianeggiante con partenza e arrivo lungo il Naviglio nei pressi del Ponte Grande. A tutto il 2016 si sono svolte 75 edizioni della gara[25].
- Palio delle Contrade: organizzato dalla Pro Loco, a partire dal 1986 si sono svolte 15 edizioni del Palio. Viene organizzato per la durata di due settimane tra la fine di giugno e l'inizio di luglio e prevede una serie di tornei e giochi a squadre, che si concludono l'ultima domenica dell'evento con i caratteristici giochi in piazza Castello e nel Naviglio.[26]:

## Contrade
Con l'istituzione del Palio a partire dalla seconda metà degli anni '80, il territorio del comune di Isorella è stato suddiviso in sei contrade:
- Castèl: centro storico e lungo naviglio nord
- Ciaèl: zona orientale
- Funtanù: zona sud-occidentale
- Margherita: zona nord-orientale
- Sariola: zona sud-orientale
- Valbona: zona nord-occidentale

### Frazioni
Attualmente il comune di Isorella non possiede frazioni, tuttavia storicamente fino agli inizi del '900 esisteva in località San Nazzaro un piccolo centro abitato sede altresì dell'omonima chiesa campestre, andato via via depopolandosi nel corso dell'ultimo secolo. Tale centro aveva una certa importanza a livello locale, tanto che la denominazione comunale era Comune di Isorella con San Nazzaro.

## Infrastrutture e trasporti

### Strade
Il territorio comunale è attraversato dalle strade provinciali SP 24 Chiaviche-Cadimarco sull'asse nord-sud Brescia-Parma e SP 11 Orzinuovi-Acquafredda sull'asse est-ovest, le quali si incrociano nel centro del paese all'altezza del Ponte Grande. Dall'abitato di Isorella partono inoltre la strada provinciale SP 37 Isorella-Fascia d'Oro in direzione nord-est verso l'Aeroporto Gabriele D'Annunzio di Montichiari, e la SP 76 Compartitori-Remedello per un breve tratto al confine comunale a sud in direzione sud-est verso Remedello.

### Mobilità urbana
Il territorio comunale appartiene alla sottorete di trasporto pubblico locale della provincia di Brescia definito come Bassa pianura bresciana, Sebino e Franciacorta. La mobilità interurbana è garantita dagli autoservizi curati dal consorzio Trasporti Brescia Sud.

## Amministrazione
L'elenco delle amministrazioni comunali che si sono susseguite dal 1945:
| Periodo          | Periodo          | Primo cittadino      | Partito                                                                        | Carica      | Note          |
| ---------------- | ---------------- | -------------------- | ------------------------------------------------------------------------------ | ----------- | ------------- |
| 1945             | 1956             | Luigi Zamboni        |                                                                                | Sindaco     | [ 8 ]         |
| 1956             | 1961             | Bonaventura Geroli   |                                                                                | Sindaco     | [ 8 ]         |
| 1961             | 1980             | Renzo Marzocchi      |                                                                                | Sindaco     | [ 8 ]         |
| 1980             | 1985             | Corrado Manelli      |                                                                                | Sindaco     | [ 8 ]         |
| 28 maggio 1985   | 13 giugno 1990   | Corrado Manelli      | Democrazia Cristiana                                                           | Sindaco     | [ 29 ]        |
| 13 giugno 1990   | 16 novembre 1993 | Vittorio Buccella    | Democrazia Cristiana                                                           | Sindaco     | [ 29 ]        |
| 16 novembre 1993 | 13 giugno 1994   | Fabrizia Triolo      |                                                                                | Commissario | [ 29 ]        |
| 13 giugno 1994   | 28 maggio 2002   | Emilio Comencini     | lista civica "Onestà-Democrazia-Chiarezza"                                     | Sindaco     | [ 29 ]        |
| 28 maggio 2002   | 21 luglio 2005   | Angelo Iannone       | Casa delle Libertà                                                             | Sindaco     | [ 29 ]        |
| 21 luglio 2005   | 30 maggio 2006   | Carmelo Bellissima   |                                                                                | Commissario | [ 29 ]        |
| 30 maggio 2006   | 16 maggio 2011   | Francesco Piccinelli | lista civica "Onestà-Democrazia-Chiarezza"                                     | Sindaco     | [ 29 ]        |
| 16 maggio 2011   | 4 ottobre 2021   | Chiara Pavesi        | Il Popolo della Libertà-Lega Nord poi Fratelli d'Italia-Lega Nord-Forza Italia | Sindaco     | [ 29 ]        |
| 4 ottobre 2021   | in carica        | Simone Bellardi      | Fratelli d'Italia-Forza Italia                                                 | Sindaco     | [ 29 ] [ 30 ] |

## Sport
Le attività sportive più rilevanti sono il calcio e la pallavolo.

### Calcio
La società di calcio locale è la A.S.D. Calcio Bassa Bresciana, nata alla fine degli anni 2000 dalla fusione della U.S. Isorella Calcio con la U.S. Visanese Calcio, disputa il Campionato provinciale di Seconda Categoria bresciano. Durante l'estate del 2016 si è unita alla società anche la A.S.D. Calcio Ghedi disputando il Campionato regionale di Promozione lombardo, sodalizio che è terminato nel 2018.
Tuttavia il calcio dilettantistico a Isorella è arrivato nel 1981 con la fondazione della U.S. Isorella Calcio, squadra che ha militato nei campionati provinciali e regionali dalla Terza Categoria alla Promozione, raggiungendo il picco massimo al termine della stagione di Promozione 1997-98 con il sesto posto finale.

### Pallavolo
La pallavolo a Isorella è rappresentata dalla squadra femminile della PiùVolley che milita nel campionato regionale di Serie D lombardo.

### Impianti sportivi
Il centro sportivo comunale Don Battista Colosio ospita le partite interne della squadra di calcio locale: dispone di un terreno in erba per le gare ufficiali e di un campo in terra battuta in uso per gli allenamenti e che ospita gli eventi quali la Festa dello Sportivo a luglio.
A fianco dell'impianto calcistico sono presenti due campi da tennis in terra battuta.
Le gare interne pallavolistiche sono ospitate nella palestra delle scuole medie, mentre la palestra situata nei pressi del vecchio edificio delle scuole elementari è ad uso della polisportiva comunale.
Sulla strada in direzione per Remedello è presente un laghetto privato per praticare la pesca sportiva.